# Louise Michel

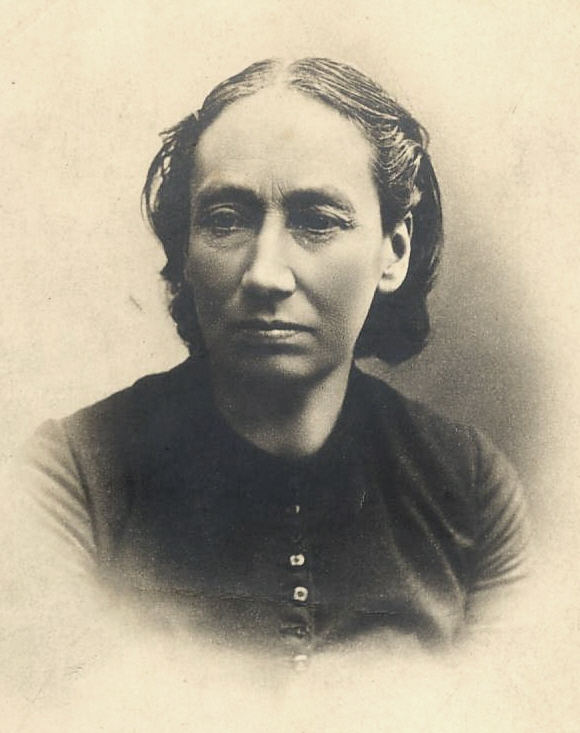
Louise Michel

Louise Michel (* 29. Mai 1830 auf Schloss Vroncourt in Vroncourt-la-Côte, Département Haute-Marne; † 9. Januar 1905 in Marseille) war eine französische Autorin und Anarchistin.

## Frühes Leben
Louise Michel wurde als Tochter der Dienstmagd Marianne Michel und des Hausherrn von Schloss Vroncourt, Étienne Charles Demahis, oder seines Sohnes geboren. Sie wurde von den Eltern Étienne Demahis’ erzogen und genoss eine liberale Erziehung. Nach eigener Aussage gelangte sie zu ihrem dezidierten Klassenstandpunkt aufgrund der in ihrer Kindheit und Jugend unmittelbar erlebten Not der Bauern und der Qual der Tiere. Als den wesentlichen Antrieb ihres politischen Aufbegehrens beschreibt sie stets das Gefühl der Verbundenheit, der Solidarität – auch und gerade mit den Schwächsten und Wehrlosesten: „Im Kern meiner Empörung gegen die Starken finde ich, so weit ich zurückdenken kann, meinen Abscheu gegen die Tierquälerei wieder“, heißt es in ihren Memoiren. Nach dem Tod ihres Großvaters im Jahr 1850 bestand sie das Examen zur Lehrerin. Ihre Ablehnung Napoléons III. verhinderte ihre Einstellung im staatlichen Schuldienst. Als sie schließlich 1853 eine Stelle in Paris fand, schaffte sie als erstes das Morgengebet im Klassenzimmer ab. Sie wurde entschiedene Gegnerin des Bonapartismus und übernahm nach dem Tod der Leiterin 1866 die Direktion der Schule.

## Paris

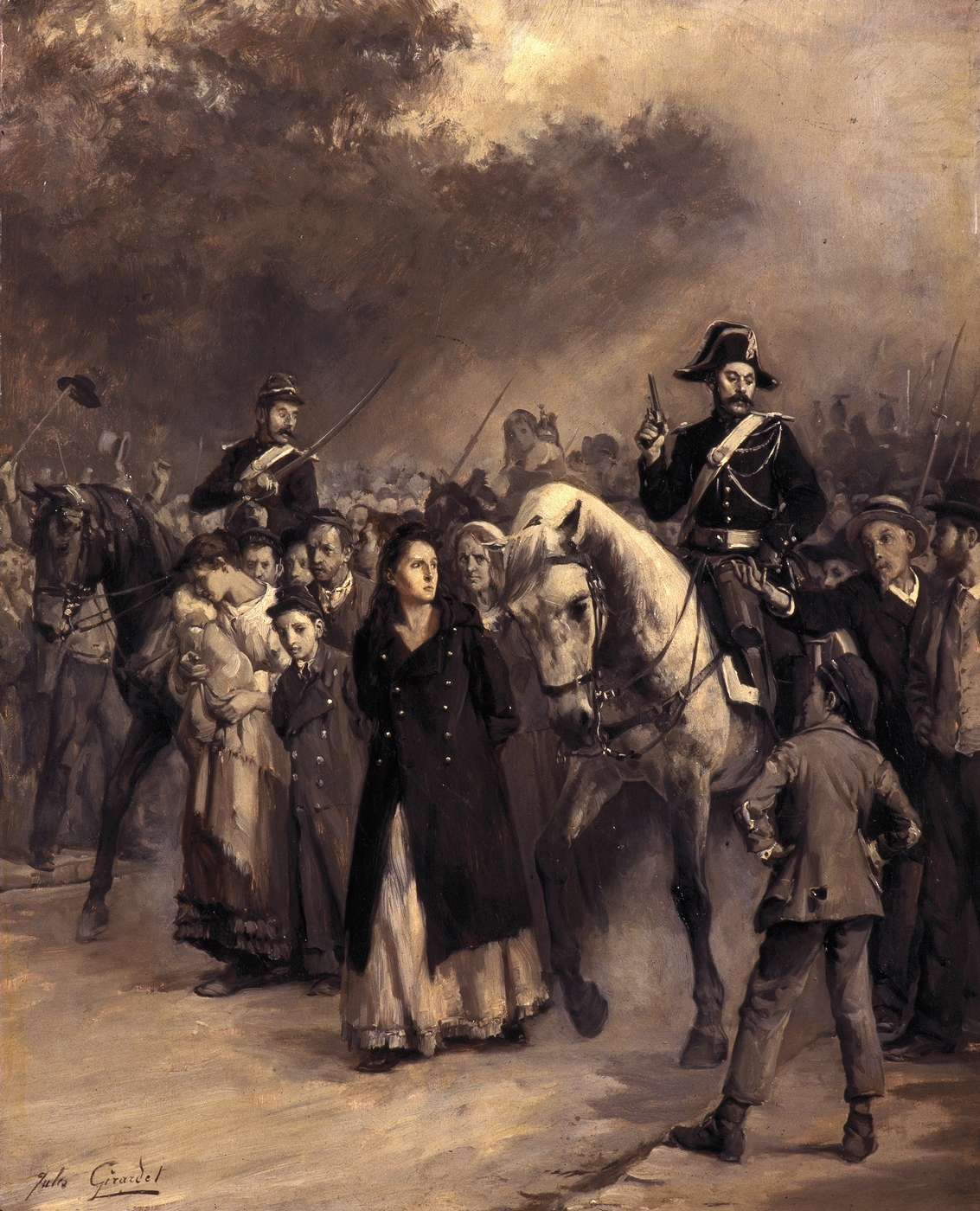
Die Verhaftung der Louise Michel, Ölgemälde von Jules Girardet, 1871.

Während der Pariser Kommune im Jahr 1871 gehörte Michel dem Wachkomitee von Montmartre, dem Comité de vigilance de Montmartre, an, zusammen mit Paule Minck, Anna Jaclard und Sophie Poirier. Michel war auch als Krankenpflegerin im Einsatz und versorgte die, die auf den Barrikaden verwundet wurden.
Während der Belagerung von Paris (1870–1871) im preußisch-französischen Krieg forderte sie Widerstand gegen die Besetzer. Nach der Festigung der Commune trat sie der Nationalgarde bei und bot an, Adolphe Thiers zu erschießen. Michel schlug vor, Paris als Vergeltung für die Kapitulation der Stadt vor den Deutschen zu zerstören.
Sie stand auch zu den Kommunarden, als diese auf dem Friedhof Montmartre hingerichtet wurden, und war eng mit Théophile Ferré verbunden, der im November 1871 erschossen wurde. Michel widmete Ferré das Abschiedsgedicht L’œillet rouge (Die rote Nelke).
Victor Hugo widmete Louise Michel sein Gedicht Viro Major. Diese Auszeichnung war wohl eine der Quellen der Begeisterung, die ihren anhaltenden Erfolg ausmachten, und gab ihren Feinden viel Handhabe. Als sie im Dezember 1871 vor Gericht gestellt wurde, trotzte sie ihren Richtern und verteidigte die Commune. Sie verbrachte 20 Monate im Gefängnis und wurde nach Neukaledonien verbannt. Dort erlernte sie die Sprache der Kanaken und schrieb zwei Werke über ihre Mythen und Kultur. In dieser Zeit wurden ihr von der Versailler Bevölkerung die Namen la Louve rouge, la Bonne Louise (Die rote Wölfin, die gute Louise) gegeben.
Nach ihrer Begnadigung kehrte sie 1880 nach Paris zurück und wurde am 23. Juni 1883 zu sechs Jahren Gefängnis verurteilt, weil sie zur Plünderung von Bäckerläden aufgefordert hatte. Im Mai 1885 wurde sie erneut begnadigt, wies ihre Freilassung jedoch zurück. 1886 veröffentlichte sie ihre Memoiren.

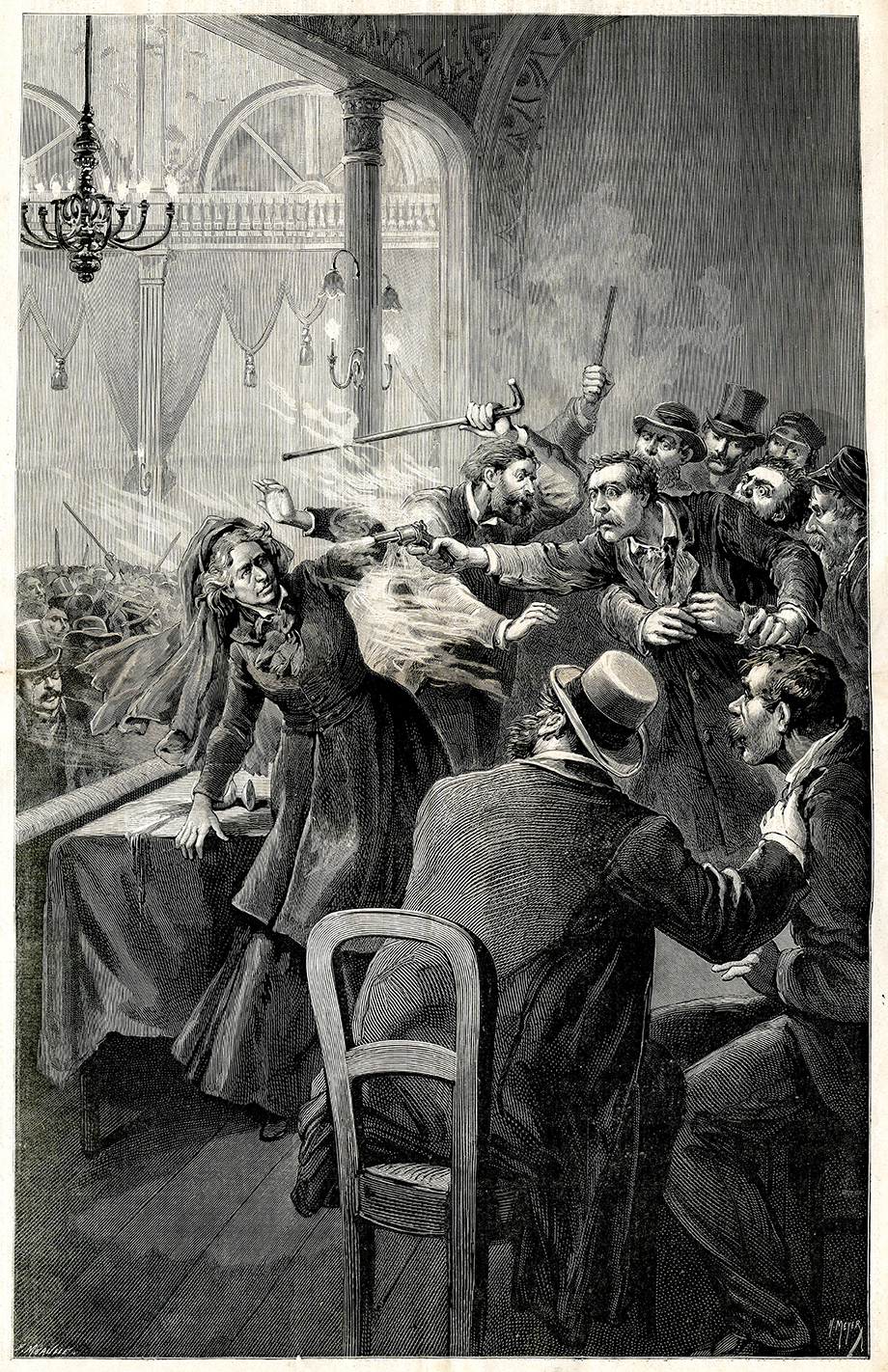
Das Attentat auf einer zeitgenössischen Darstellung

Am 22. Januar 1888 wurde Louise Michel nach einem Vortrag im Théâtre de la Gaîté vom royalistischen Katholiken Pierre Lucas angegriffen und mit zwei Pistolenschüssen am Kopf verletzt. Sie verzichtete auf eine Anzeige.
Als die französischen Anarchisten für den 1. Mai 1890 eine Kundgebung planten, hielt sie kurz zuvor aufstachelnde Reden in Lyon und wurde als geistesgestört in eine Nervenheilanstalt in Vienne eingewiesen. Danach lebte sie in London und kehrte 1895 nach Paris zurück.
Michel verfasste mehrere Dramen und zusammen mit Jacques Guétré den Roman La misère (1881).
Am 4. September 1904 wurde sie Mitglied der Freimaurerloge La Philosophie Sociale und veranstaltete dort tags darauf eine Konferenz über den Feminismus.
Louise Michel starb am 9. Januar 1905 in Marseille. Es kamen 120.000 Menschen zu ihrer Beerdigung.

## Ehrungen (Auswahl)

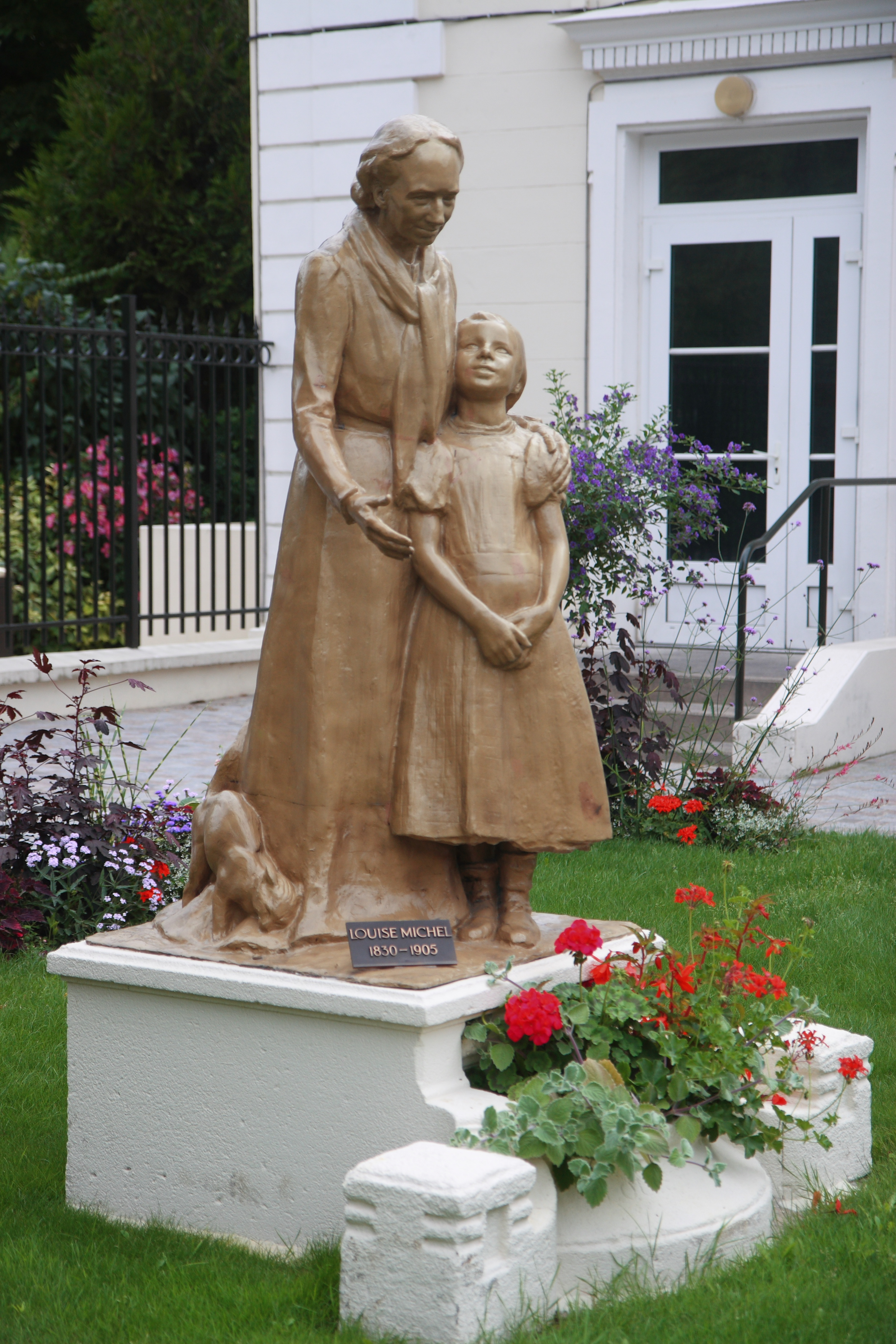
Statue von Louise Michel (Émile Derré, 1906) in Levallois-Perret.

Das Collège Louise-Michel ist nach ihr benannt.
Die französischen Regisseure Gustave Kervern und Benoît Delépine widmeten ihr im Jahre 2008 die Filmkomödie Louise Hires a Contract Killer (Originaltitel: Louise-Michel).
Die U-Bahn Station Louise Michel der Linie 3 im Pariser Vorort Levallois-Perret trägt seit 1946 ihren Namen.
Louise Michel wurde am 8. März 2013 von der Tierrechtsbewegung als eine frühe Vertreterin des Gedankens geehrt, dass Befreiung nicht beim Menschen aufhört.

Das von Banksy nach seinem E-Mail-Kontakt mit Pia Klemp zur Seenotrettung im Mittelmeer gestiftete Schiff trägt den Namen Louise Michel. Es stach Ende August 2020 erstmals in dieser Funktion in See.

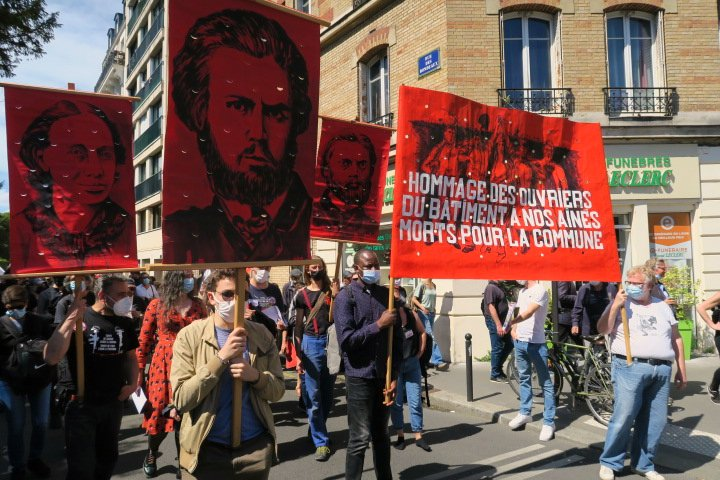
Manifestation 2021 zum Gedenken an 150 Jahre Pariser Commune. Auf drei roten Plakaten sind die Bildnisse Louise Michels und zweier Männer zu sehen. Das von einem divers anmutenden Zug getragene Fronttransparent trägt den französischen Schriftzug: „Hommage der Bauarbeiter an unsere Ahnen, die für die Commune gestorben sind.“

In Marseille befindet sich der Square Louise-Michel im Quartier Belsunce (Erstes Arrondissement). Es wurde 2018 eingeweiht. Die Wahl dieses zunächst inoffiziellen Odonyms geht auf die Initiative von Vereinen aus Belsunce und der Vereinigung der Freunde der Kommune von 1871 zurück, die sich für die Erhaltung und Gestaltung eines öffentlichen Platzes im Herzen des Viertels eingesetzt haben. Später wurde er von der Stadt offiziell formalisiert. In Marseille gibt es auch einen Rond-point Louise Michel im 15. Arrondissement (Marseille). und ein Collège Louise Michel im 10. Arrondissement (Marseille).

## Schriften
- Memoiren. Verlag Frauenpolitik, 1977 und 1979. Hrsg.: J. Monika Walther, Übersetzung: Claudine Acinde (überarbeitete Neuausgabe Unrast Verlag, Münster 2017, Klassiker der Sozialrevolte).
- Briefwechsel mit Henry Bauër. Auszugsweise gedruckt in: Marcel Cerf: Le Mousquetaire de la Plume. Académie de l’Histoire, Paris 1975.
- Aneignung. bahoe books, Wien 2013, ISBN 978-3-903022-12-6.
- La Commune. Paris 1898, Neuausgabe Paris: Éditions Stock, Paris 1978.
  - deutsche Ausgabe: Die Pariser Commune. Aus dem Französischen von Veronika Berger, Mandelbaum Verlag, Wien 2020, ISBN 978-3-85476-882-1.
- Louise Michel – Texte und Reden. bahoe books, Wien 2019, Herausgeberin und Übersetzung: Eva Geber.

## Film
- Neukaledonien: Louise Michel, eine Anarchistin in der Strafkolonie. Frankreich 2019 (13 Min.)